# Grottes de Hpo win

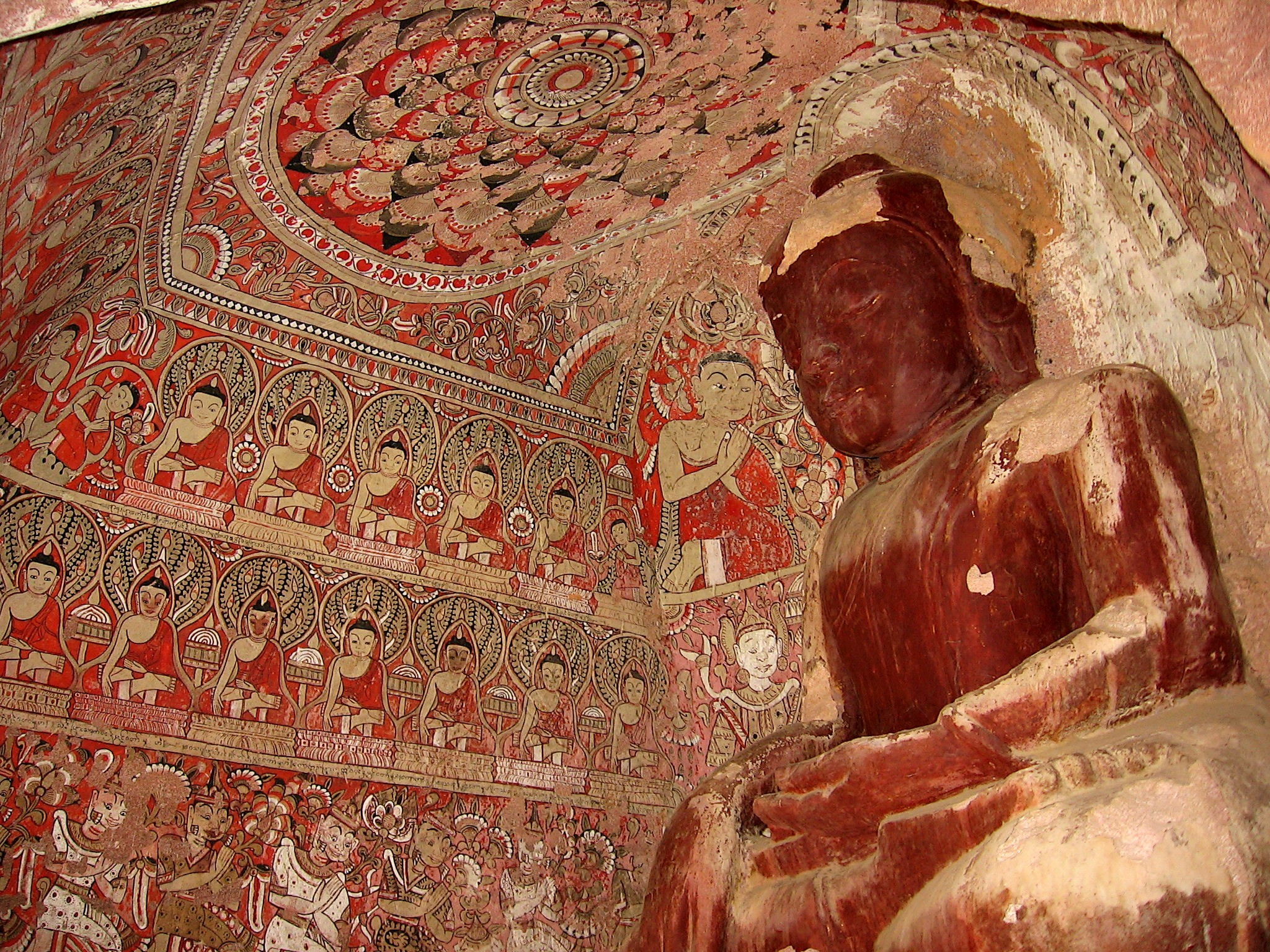
Hpo win, intérieur d'une des 492 ou 800 grottes

Les grottes de Hpo win ou Po Win Taung ou Phowintaung (Birman : ဖိုလ်ဝင်တောင် ; API : [pʰo wɪ tàʊɰ̃]) sont un sanctuaire bouddhiste creusé dans le grès à 25 km de Monywa en Birmanie. Il est formé de 492 grottes ou peut-être près de 800 grottes selon certaines sources.

## Historique
Quelques grottes seraient d'origine naturelle, mais la plupart ont été creusées par l'homme à partir du XVe siècle comme lieu de pèlerinage. On y rendait principalement un culte à la mère protectrice Po Win Shin Tha. 
On a calculé qu'il y aurait environ 2 600 statues de Bouddha dans les grottes. Beaucoup de grottes possèdent aussi des peintures le représentant. L'ensemble n'est pas en très bon état, du fait des vols et déprédations survenus au XXe siècle.
Une des grottes les plus spectaculaires est la « grotte du labyrinthe », datant du XVIIIe siècle, et où l'on trouve environ 70 images de Bouddha.

## Galerie d'images

Grottes de Hpo win - ဖိုလ်ဝင်တောင်
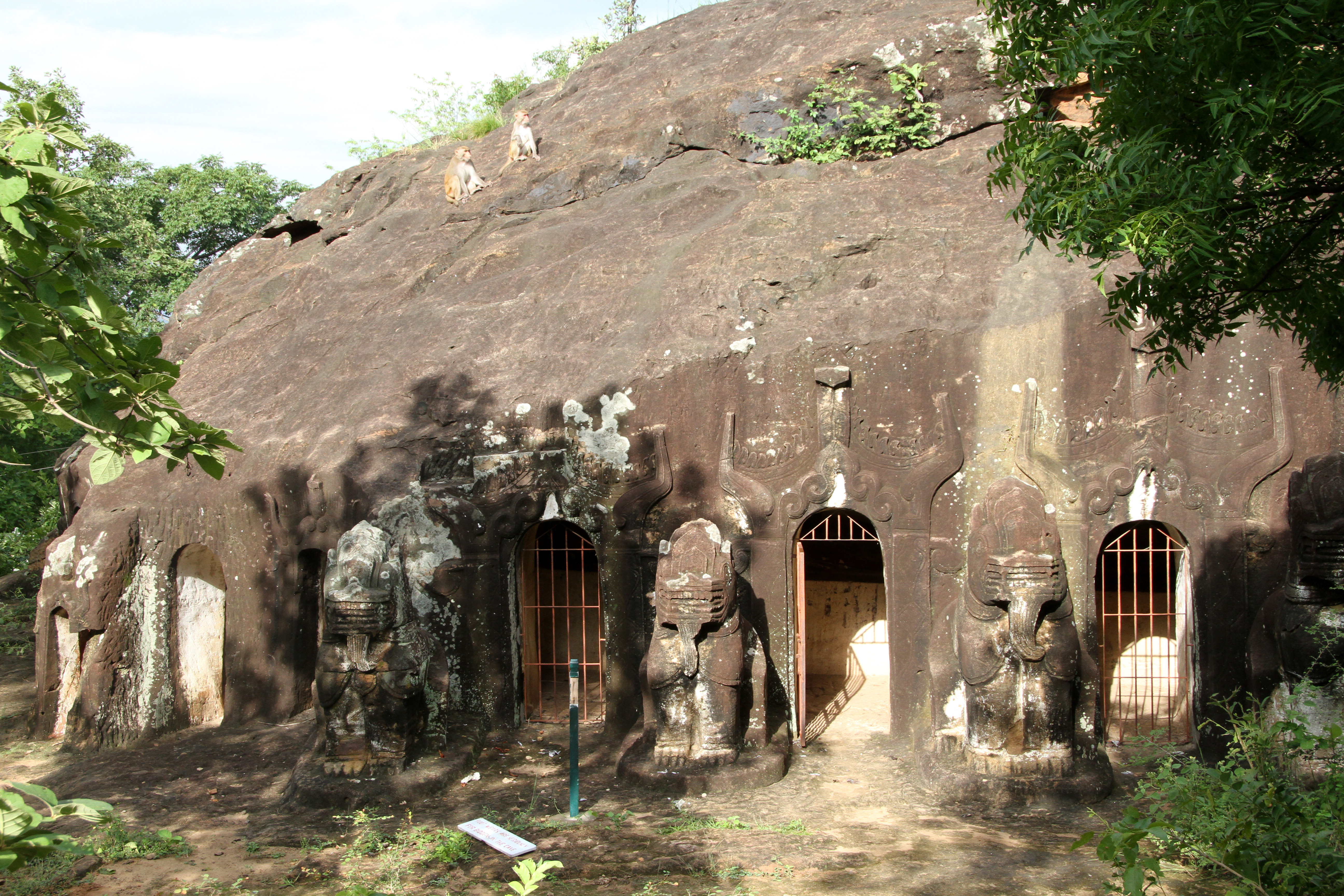
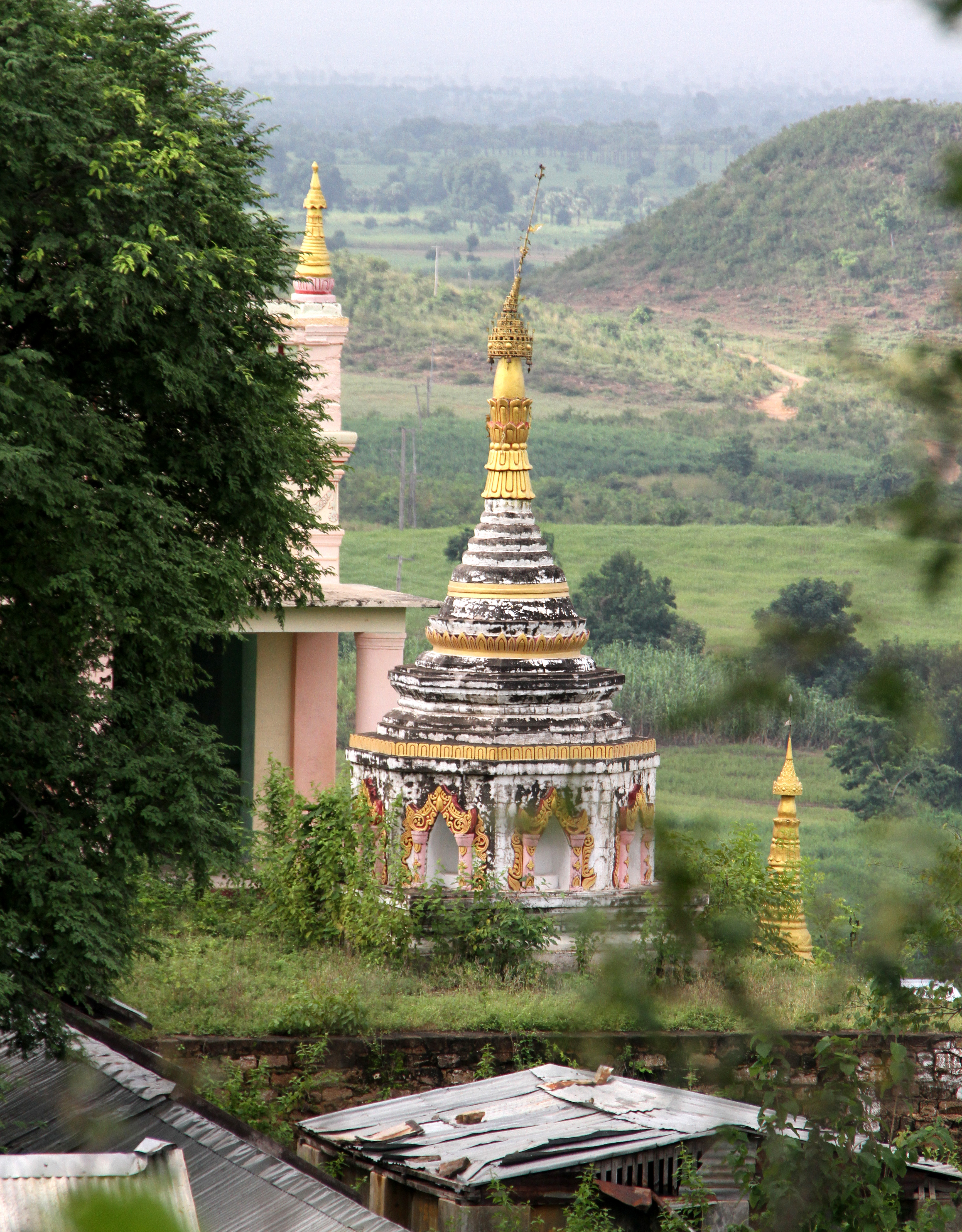
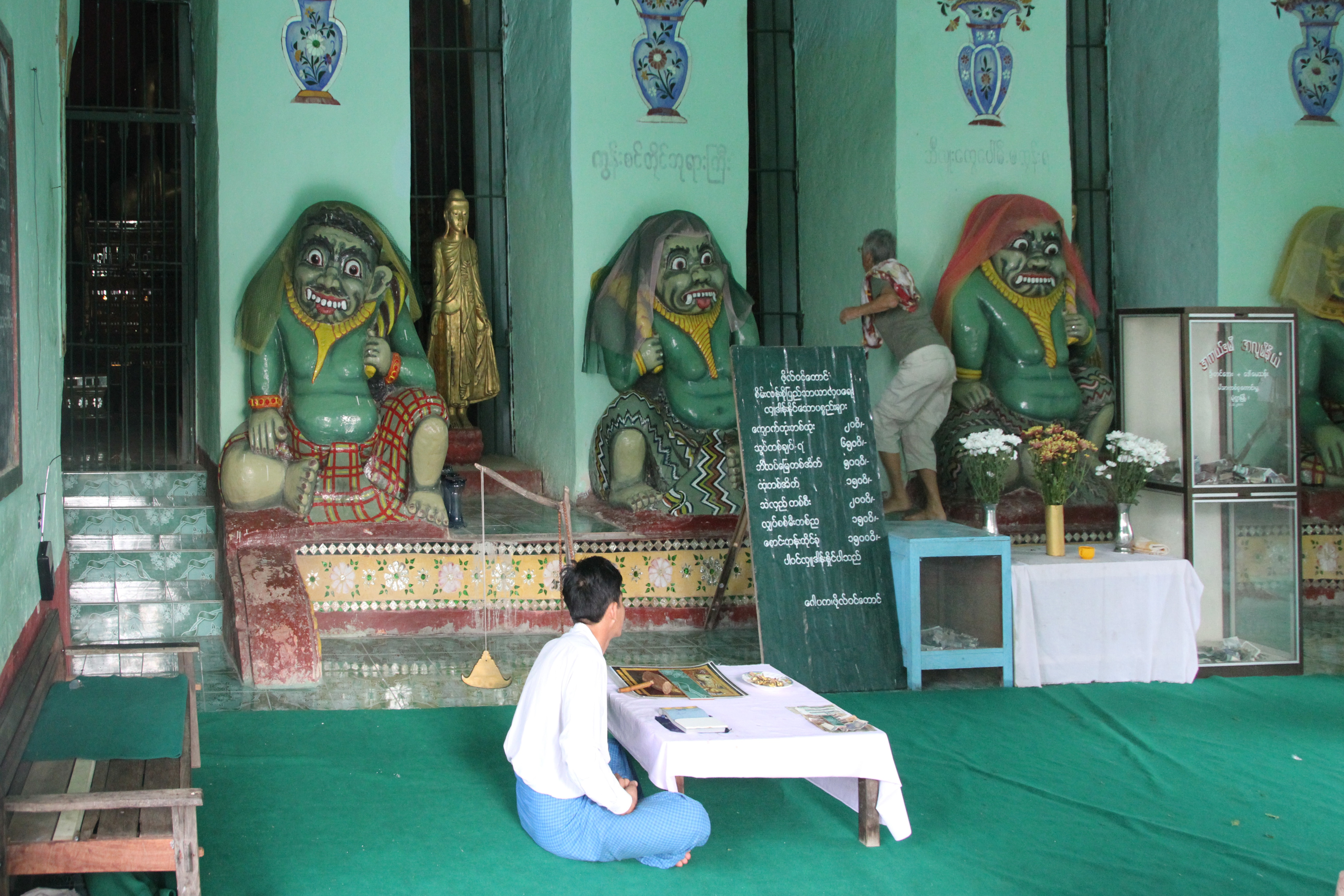
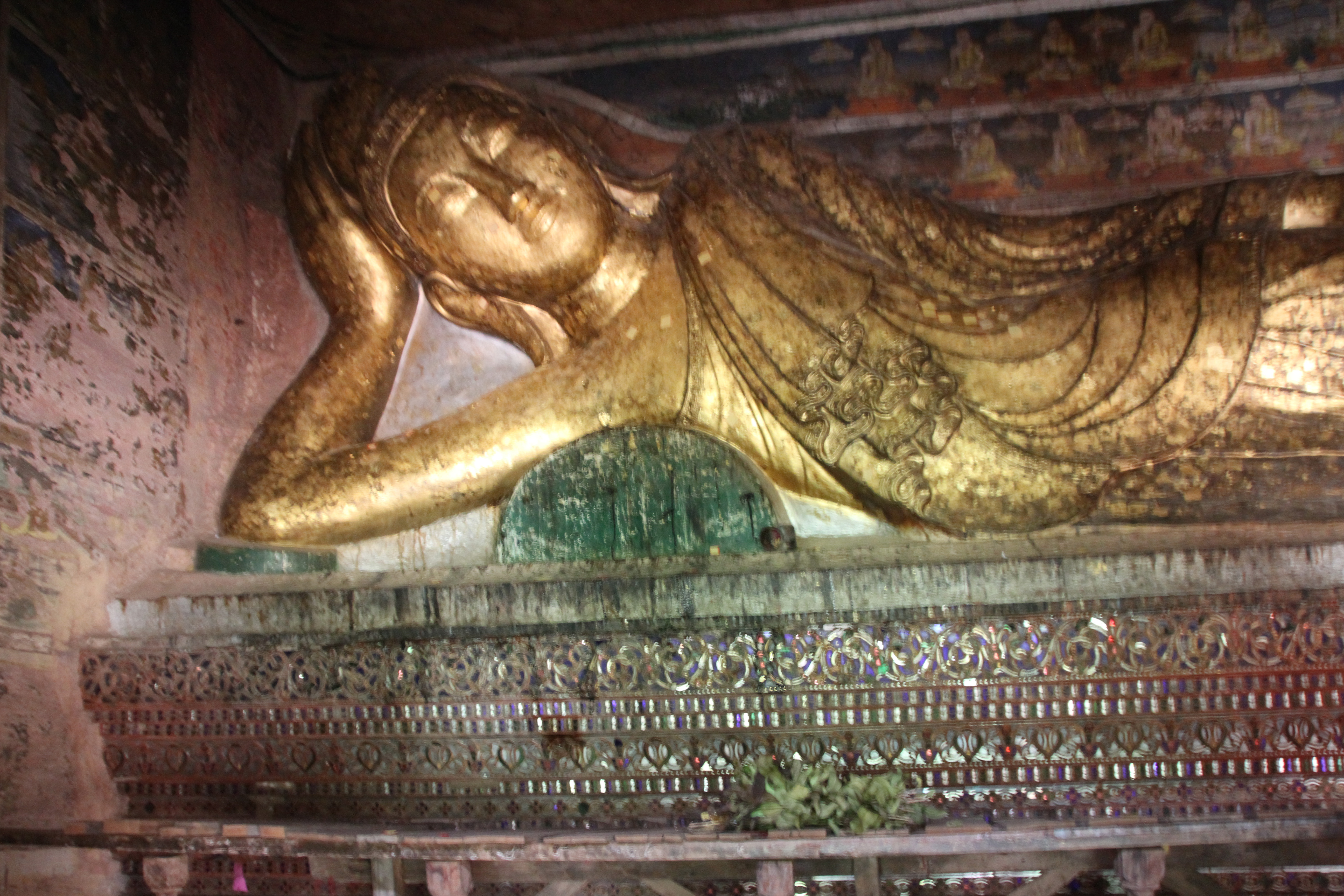
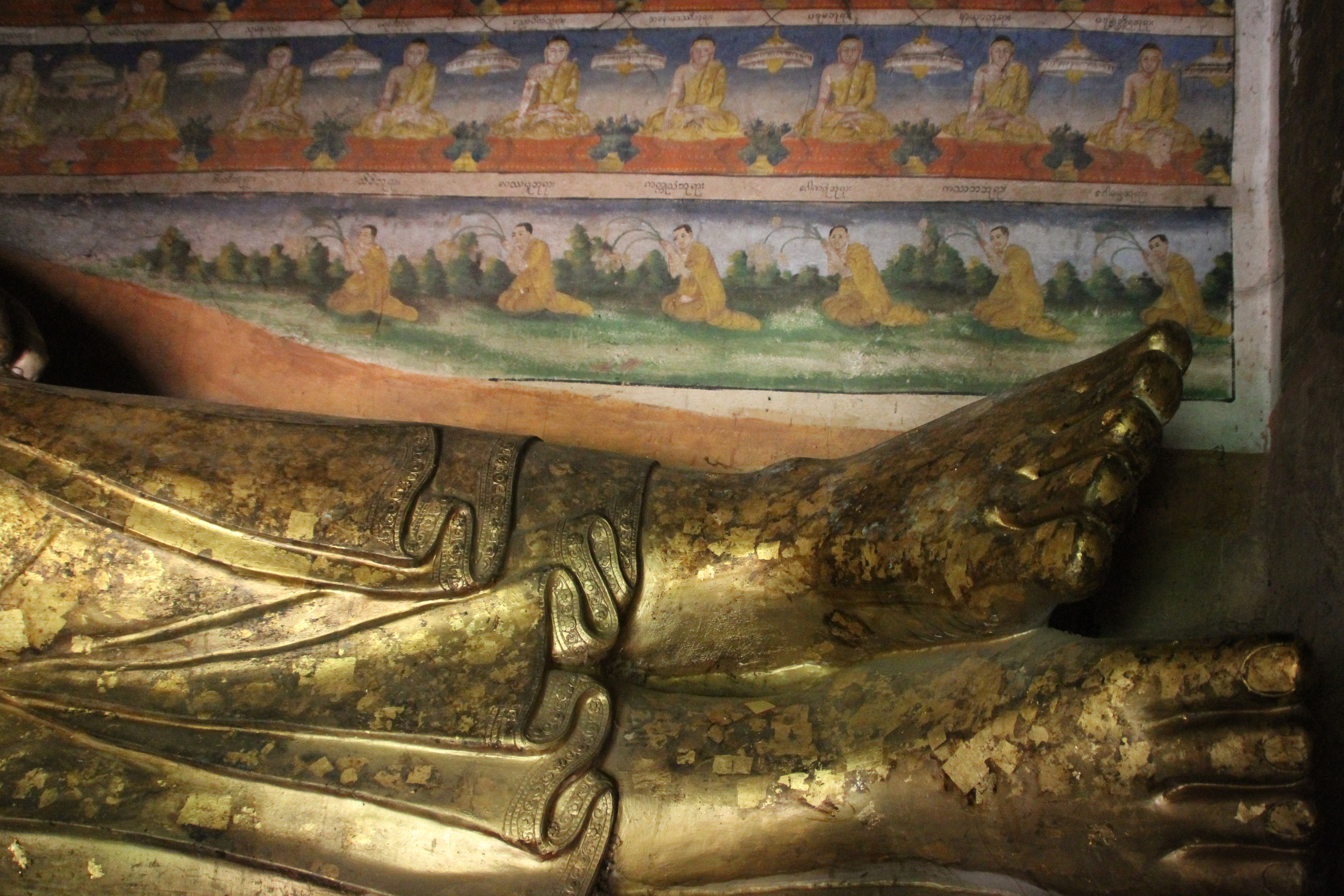
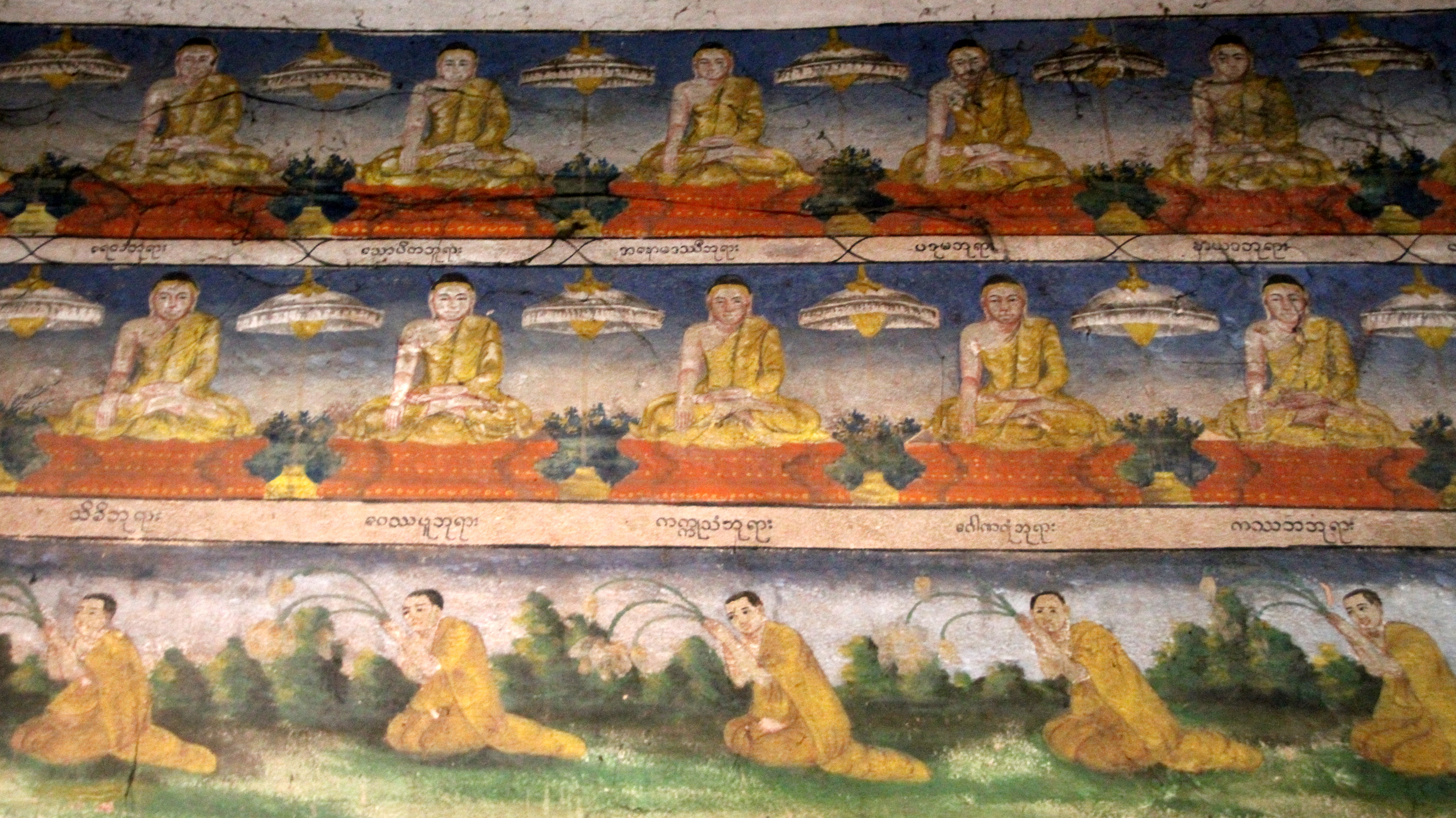
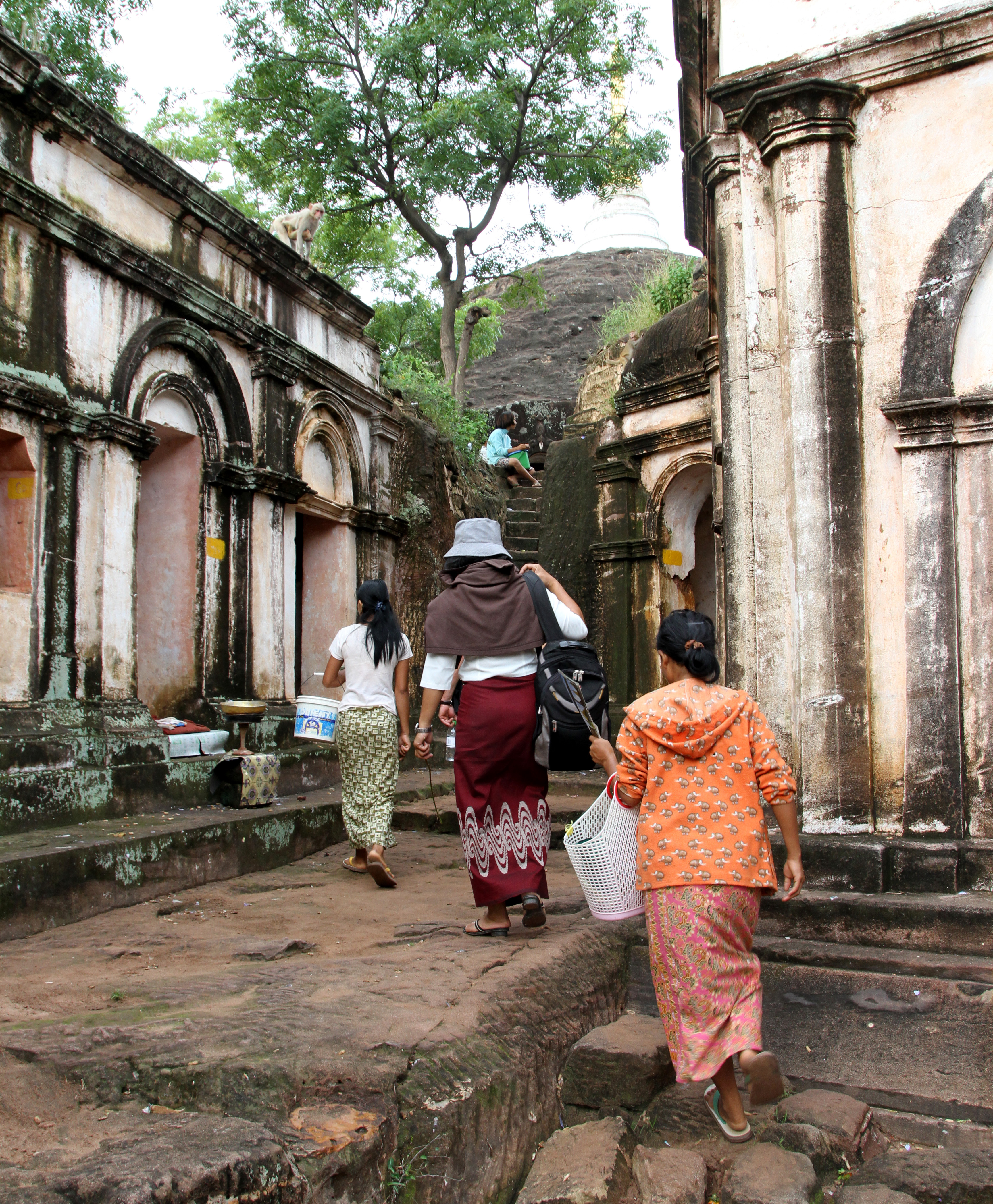
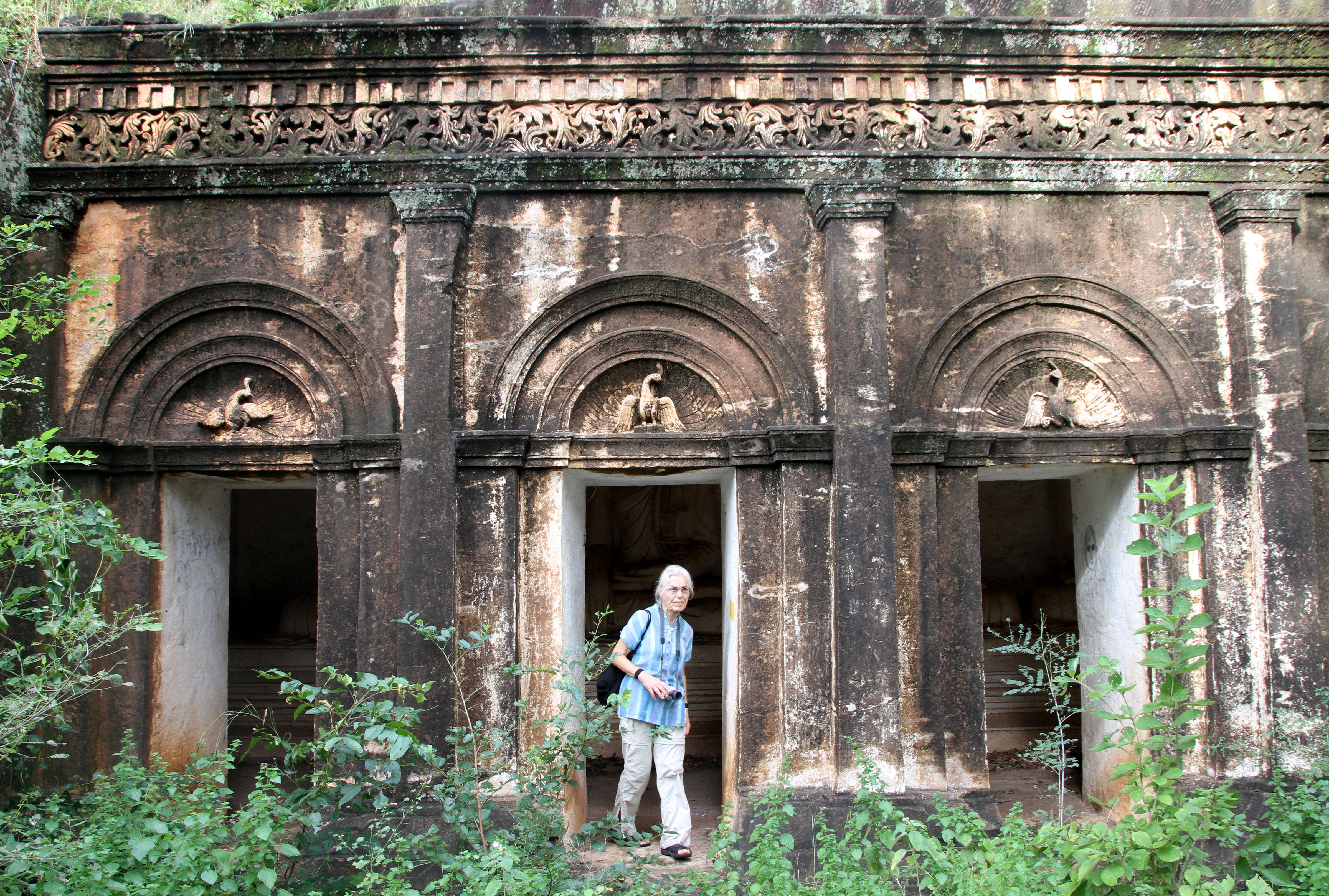
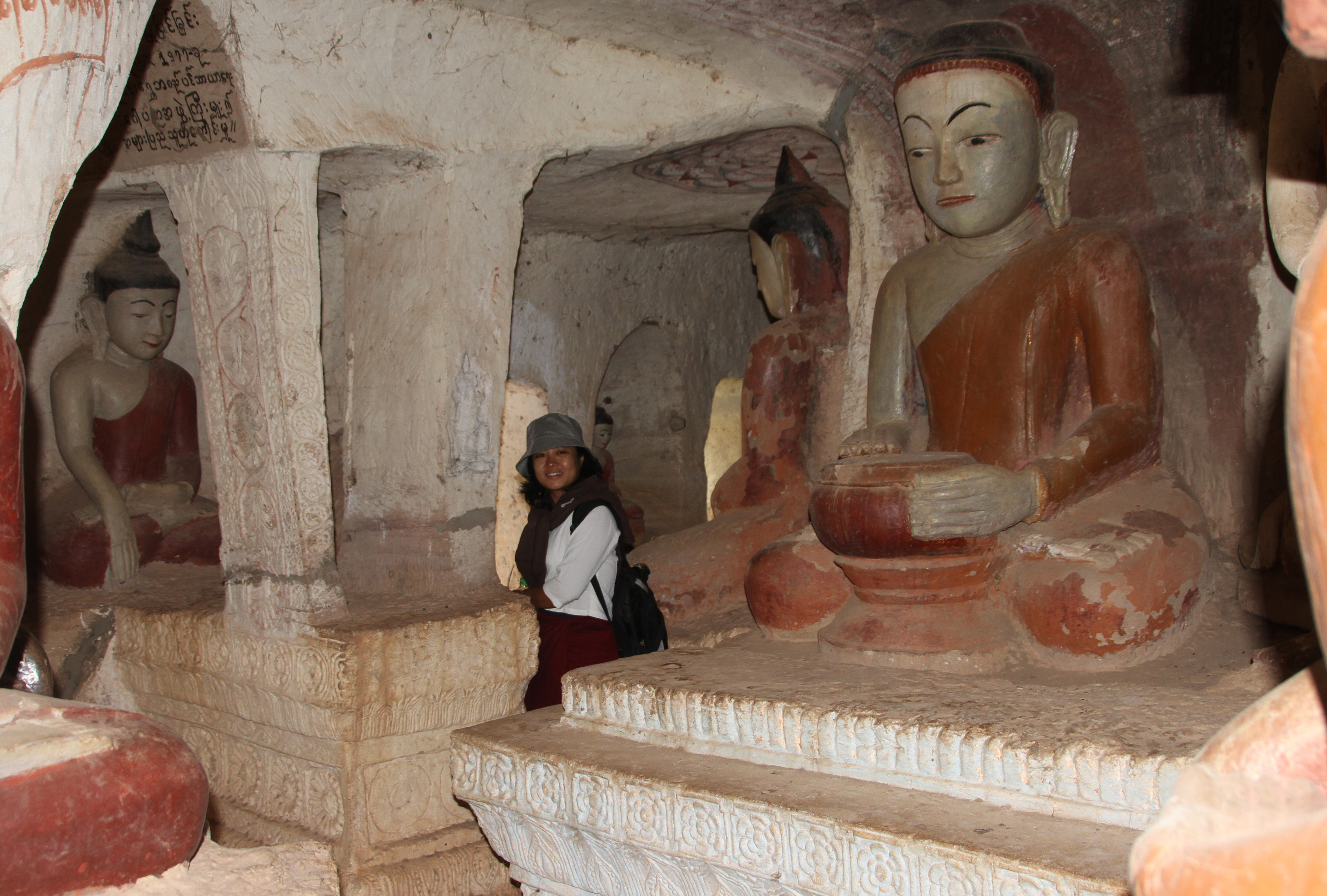